# 新光古建筑群
新光古建筑群，位于中华人民共和国浙江省金华市浦江县虞宅乡，是浙江省省级文物保护单位之一。
2017年1月19日，新光古建筑群被列入第七批浙江省文物保护单位，该文物保护单位是一座古建筑。